# Ratoath
Ratoath (iriska: Ráth Tó) är en ort i republiken Irland.   Den ligger i grevskapet An Mhí och provinsen Leinster, i den nordöstra delen av landet, 24 km nordväst om huvudstaden Dublin. Ratoath ligger 92 meter över havet och antalet invånare är 9 043.
Terrängen runt Ratoath är platt. Runt Ratoath är det ganska tätbefolkat, med 172 invånare per kvadratkilometer. Närmaste större samhälle är Swords, 17,0 km öster om Ratoath. Trakten runt Ratoath består i huvudsak av gräsmarker.